# Кубяк, Николай Афанасьевич
Николай Афанасьевич Кубя́к (29 июля [10 августа] 1881, Мещовск, Калужская губерния — 27 ноября 1937, Москва) — советский государственный и партийный деятель. Председатель Всесоюзного совета по коммунальному хозяйству при ЦИК СССР (1933—1937).

## Биография
Родился в семье рабочего-литейщика на Брянском заводе в Бежице. Русский. Окончил приходскую школу.
Член РСДРП с 1898 года. Начал трудовую деятельность токарем, затем электромонтёром Брянского паровозостроительного завода, где вступил в организацию «Союз сознательных рабочих» — первую политическую организации социал-демократического направления в Брянске. В 1902 году принимал участие в создании Брянского комитета РСДРП и вошел в его состав. Участник Революции 1905—1907, организовал сбор денежных средств на покупку оружия, выезжал за-ним в Москву, готовил боевые отряды, был начальником сотни в боевой дружине. Делегат V съезда РСДРП (1907). С 1907 по 1915 в тюрьме и ссылке.
В 1917 году — комендант станции Белоостров, с мая — депутат Петроградского совета, председатель Сестрорецкой земской управы (май-октябрь), председатель Сестрорецкого райкома РСДРП(б).
После Октябрьской революции член Петроградского окружкома РСДРП(б), народный комиссар земледелия Северной области. Секретарь, с марта 1918 года председатель Петроградского губкома партии и зампредседателя губисполкома. С мая 1918 — председатель исполкома Петроградского губсовета.

С октября 1918 по февраль 1920 — председатель Петроградского губкома РКП(б), заместитель председателя исполкома Петроградского губсовета.
Выдвиженец Г. Е. Зиновьева, его последователь и сторонник. Участвовал в развернутых Зиновьевым массовых репрессиях против представителей «враждебных классов» и в организации красного террора. С 1919 член РВС Петроградского фронта. С 1920 председатель ЦК профсоюза Всеработземлеса, в марте 1921—1922 годах — ответственный инструктор ЦК РКП(б). С июля 1920 — член Всероссийской чрезвычайной комиссии по ликвидации неграмотности и малограмотности Народного комиссариата просвещения РСФСР. В 1920 примыкал к «рабочей оппозиции», затем от неё отошёл.
С 1922 уполномоченный ЦК РКП(б) и ВЦИК в Дальневосточной Республике, с 18 сентября 1922 по 20 ноября 1925 года уполномоченный ЦК РКП(б) и ВЦИК в Дальне-Восточной Республике, секретарь Дальбюро ЦК РКП(б) и Далькрайкома партии. На XII-м съезде РКП(б) в апреле 1923 года избран в ЦК.

С ноября 1925 1-й секретарь Дальневосточного крайкома РКП(б) — ВКП(б). На ХIV съезде ВКП(б) (декабрь 1925 г.) выступил против Г. Е. Зиновьева, назвал его содоклад направленным против ЦК.
С 16 февраля 1928 по 24 декабря 1929 года нарком земледелия РСФСР, затем (до 1931 года) председатель «Энергоцентра» ВСНХ СССР. В 1929—1931 — член Президиума ВСНХ. В 1931—1932 председатель Ивановского облисполкома. С 1933 года председатель Всесоюзного совета по коммунальному хозяйству при ЦИК СССР.
Член ЦК в 1923—1934 годах, кандидат в 1934—1937. Секретарь ЦК ВКП(б) в 1927—1928 годах. Член Оргбюро ЦК в 1927—1930. Член ВЦИК и ЦИК СССР.
26 января—10 февраля 1934 года делегат XVII съезда ВКП(б) с совещательным голосом.
13 июня 1937 года арестован. На июньском (1937 год) Пленуме ЦК ВКП(б) исключён из кандидатов в члены ЦК и из партии. Военной коллегией Верховного суда СССР 27 ноября 1937 года приговорён к расстрелу и в этот же день расстрелян. Похоронен на Новом Донском кладбище.
Реабилитирован военной коллегией Верховного суда СССР 14 марта 1956 года. 22 марта 1956 года КПК при ЦК КПСС восстановлен в партии.

## Семья
Жена Анна Алексеевна Кубяк (1899—1948) — была арестована в 1937 году. Приговорена: ОСО при НКВД СССР 3 декабря 1937 г., обв.: как ЧСИР. Приговор: к 8 годам ИТЛ. Прибыла в Акмолинское ЛО 12.01.1938 из Бутырской тюрьмы г. Москвы. Освобождена 12 августа 1945.
Дочь Мария Николаевна Кубяк (1918—2012) — добилась реабилитации отца в 1956 году.
Сын Анатолий Николаевич Кубяк (1921— июль 1941) — пропал без вести в годы Великой Отечественной войны.

## Память
- Брянский политехнический колледж им. Н. А. Кубяка. Перед зданием колледжа установлен памятник
- В Брянске улица Кубяка. На доме, в котором жил Н. А. Кубяк, была установлена мемориальная доска (в настоящий момент демонтирована)
- В Хабаровске улица Н. А. Кубяка[3]
- В Калуге улица Кубяка и памятник Н. А. Кубяку
- В городе Клинцы Брянской обл. улица Кубяка, бывшая Фабричная.

Фото 1922 г.